# Ліляна Павлова
Ліліана Павлова Ніколова — болгарська політикиня від політичної партії ГЕРБ.
Вона була міністеркою регіонального розвитку та громадських робіт у першому та другому урядах Бойко Борисова, потім міністеркою головування Болгарії в Раді Європейського Союзу в третьому уряді Борисова.
Була обрана депутатом Європейського парламенту (2019), але подала у відставку через затвердження її віце-президенткою Європейського інвестиційного банку від Болгарії.

## Життєпис

### Походження
Павлова народилася в Софії, Болгарія, 6 грудня 1977 року. Вона є онукою партизана партизанської бригади Чавдар (Софія), члена ЦК БКП і міністра хімічної промисловості Георгія Павлова. Вона є донькою його сина, професора Павла Георгієва Павлова (нар. 1943), проректора Варненського вільного університету «Чернорізець Грабар», і росіянки Раї Павлової. Названа Ліліаною на честь бабусі, політв'язня до 1944 року.

### Освіта
Вона закінчила Університет національного та світового гасподарства зі ступенем бакалавра за спеціальністю «Міжнародні економічні відносини» та Вільний університет Варни зі ступенем магістра за спеціальністю «Державне управління та європейська інтеграція». Захистила докторську дисертацію з економіки за спеціальністю «Правознавство» в Інституті післядипломної кваліфікації Національного університету НАН у 2002 році. Вільно володіє англійською та російською мовами.
Разом зі своїм батьком проф. Павлом Павловим, вона є одним із засновників Асоціації магістрів державного управління та соціальної діяльності «Академіки — магістр — інтелект».

### Кар'єра
Трудову кар'єру розпочала у 1997 році — до 19 років, наприкінці 1-го курсу УНСС, коли працювала фінансовою менеджеркою за проектом «BG 9315 Manager Training Program» за програмою PHARE. У 1998—1999 роках була офіс-менеджеркою проэкту «СМЕ-03051-97 Національний академічний центр менеджменту та ринків капіталу» за програмою «Темпус».
У 1999 році, коли їй не виповнився 21 рік і ще не здобула вищу освіту, вона вже працювала експерткою міжнародних проэктів в Інституті підвищення кваліфікації післядипломної освіти УНСС. З 1999 по 2002 рік була експерткою відділу координації програми ISPA Міністерства регіонального розвитку та благоустрою. У 2002 році працювала експерткою в Управлінні «Національний фонд» Мінфіну, протягом наступних 7 років була начальницею відділу в Управлінні «Національний фонд» у Міністерстві фінансів (Фінансове управління, контроль та сертифікація фондів ЄС).
З 2009 року, у віці лише 32 років, стала заступникцею міністра регіонального розвитку та благоустрою.
7 вересня 2011 року прем'єр-міністром Бойко Борисовим вона була запропонована на посаду міністерки регіонального розвитку та громадських робіт замість Росена Плевнелієва, який раніше подав у відставку у зв'язку з висуванням кандидатури на пост президента. Національні збори прийняли відставку Плевнелієва та затвердили Павлову на посаді міністра 9 вересня 2011 року.
Після відставки в Сімеон Дянков 18 лютого 2013 року з посади віце-прем'єр-міністр і міністр фінансів прем'єр — міністр спочатку запропонував Ліліані Павловій зайняти цю посаду віце-прем'єра але до вибору не доходить. Борисов вирішив не змінювати Дянкова (з його 2 посад) і подав у відставку 20 лютого 2013 року, о була прийнята НС на наступний день.
Ліліана Павлова є міністеркою у справах головування Болгарії в Раді Європейського Союзу в першій половині 2018 року (а також у ротаційній трійці головування — з попереднім і наступним півріччями), починаючи з 4 травня 2017 року по 31 грудня 2018 року.
Після обрання членом Європейського парламенту (2019) вона була запропонована урядом Болгарії на посаду віце-президента та члена Комітету з управління Європейського інвестиційного банку. Через посаду в ЄІБ 16 жовтня вона подала заяву про припинення повноважень народної представниці. Її відставка була прийнята Національними зборами 30 жовтня 2019 року.